# Saint-Germain-sur-Rhône
Saint-Germain-sur-Rhône es una población y comuna francesa en la región de Ródano-Alpes, departamento de Alta Saboya, en el distrito de Saint-Julien-en-Genevois y cantón de Seyssel.

## Demografía
| 103 | 84 | 169 | 187 | 230 | 305 |
| Para los censos de 1962 a 1999 la población legal corresponde a la población sin duplicidades (Fuente: INSEE [Consultar]) |    |     |     |     |     |